# 33248 Nataliehowell
33248 Nataliehowell è un asteroide della fascia principale. Scoperto nel 1998, presenta un'orbita caratterizzata da un semiasse maggiore pari a 2,6387565 UA e da un'eccentricità di 0,1955652, inclinata di 6,10872° rispetto all'eclittica.